# 埃熱澤爾斯湖

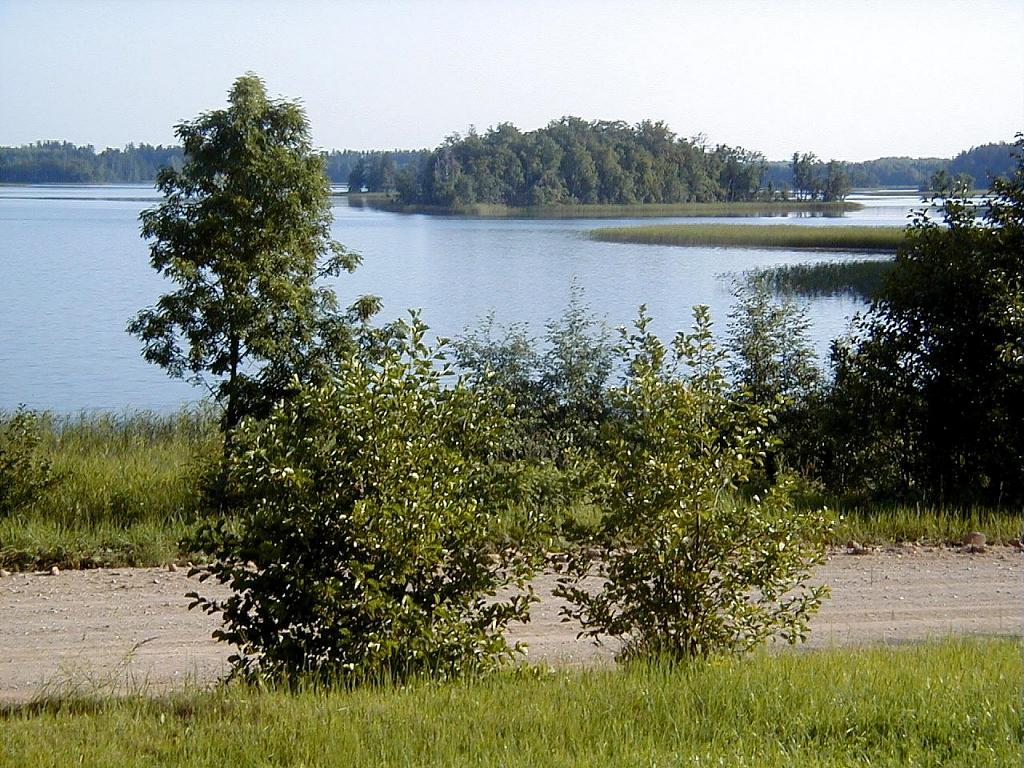
埃熱澤爾斯湖

埃熱澤爾斯湖（拉脫維亞語：Eša ezers）是拉脫維亞的湖泊，位於該國東南部，長8.2公里，面積9.9平方公里，集水區面積120平方公里，海拔高度169.4米，平均水深6.4米，最大水深21米，湖中島嶼總面積77.6公畝。